# Terebellides sieboldi
Terebellides sieboldi är en ringmaskart som beskrevs av Johan Gustaf Hjalmar Kinberg 1866. Terebellides sieboldi ingår i släktet Terebellides och familjen Trichobranchidae.
Artens utbredningsområde är havet kring Nya Zeeland. Inga underarter finns listade i Catalogue of Life.